# Ente Vasco de la Energía
El Ente Vasco de la Energía (EVE) es la agencia energética del País Vasco, España. Tiene su sede en Bilbao.
Tiene como misión:
- proponer las estrategias energéticas del País Vasco bajo los criterios de  garantía de suministro, competitividad en costes y sostenibilidad.
- participar en su desarrollo y contribuir a la consecución de los objetivos definidos en las mismas.

## Historia
Fue creada por el Gobierno Vasco en 1982 para fomentar:
- Medidas de ahorro y eficiencia energética.
- Los recursos energéticos renovables.
- El desarrollo de la industria del gas natural.

En 1983 fundó la Sociedad de Hidrocarburos de Euskadi, S.A, (SHESA), que encontró depósitos petrolíferos en España suficientes para auto-abastecer al País Vasco de combustibles por varias décadas.